# 정황근
정황근(鄭煌根, 1960년 1월 20일~)은 대한민국의 제6대 농림축산식품부 장관을 역임한 공무원이다.

## 학력
- 대전고등학교((58회)
- 1985년 서울대학교 농학과 졸업
- 국방대학원 국방관리학 석사

## 경력
- 1984년 12월 제20회 기술고시 합격
- 1985년 농림부 농업사무관
- 1996년 7월 농림부 농업서기관
- 1998년 8월 농촌진흥청 종자관리소 대관령지소장
- 1998년 11월 농림부 농업공무원교육원 교수부 교관
- 2004년 3월 농림부 친환경농업정책과 과장
- 2006년 3월 농림부 혁신인사기획관
- 2008년 9월~2010년 1월 농림수산식품부 대변인
- 2010년 2월~2011년 6월 농림수산식품부 농촌정책국 국장
- 2011년 6월~2012년 4월 농림수산식품부 농어촌정책국 국장
- 2012년 4월~2013년 3월 농림수산식품부 농업정책국 국장
- 2013년 3월~2016년 8월 대통령비서실 농축산식품비서관, 관리관
- 2016년 8월~2017년 7월 제26대 농촌진흥청장[1]
- 2018년 3월~2021년 2월 충남대학교 농업생명과학대학 농업경제학과 초빙교수
- 2019년 9월 국가농림기상센터 이사장
- 2022년 5월~2023년 12월: 제6대 농림축산식품부 장관
- 2022년 5월~2023년 12월: 대통령 직속 국가지식재산위원회 당연직 위원
- 2023년 7월~2023년 12월: 대통령 직속 지방시대위원회 당연직위원
- 2024년 1월~: 국민의힘 입당
- 2025년 3월~: CJ제일제당 사외이사